# Сасекс (Њу Џерзи)
Сасекс (енгл. Sussex) град је у америчкој савезној држави Њу Џерзи.

## Демографија
По попису из 2010. године број становника је 2.130, што је 15 (-0,7%) становника мање него 2000. године.
| Група             | 2000.         | 2010.         |
| Белци             | 2.027 (94,5%) | 1.825 (85,7%) |
| Афроамериканци    | 24 (1,1%)     | 41 (1,9%)     |
| Азијати           | 26 (1,2%)     | 49 (2,3%)     |
| Хиспаноамериканци | 55 (2,6%)     | 169 (7,9%)    |
| Укупно            | 2.145         | 2.130         |